# Parurios keatsi
Parurios keatsi är en stekelart som först beskrevs av Girault 1922.  Parurios keatsi ingår i släktet Parurios och familjen puppglanssteklar. Inga underarter finns listade i Catalogue of Life.